# Армія «Краків»

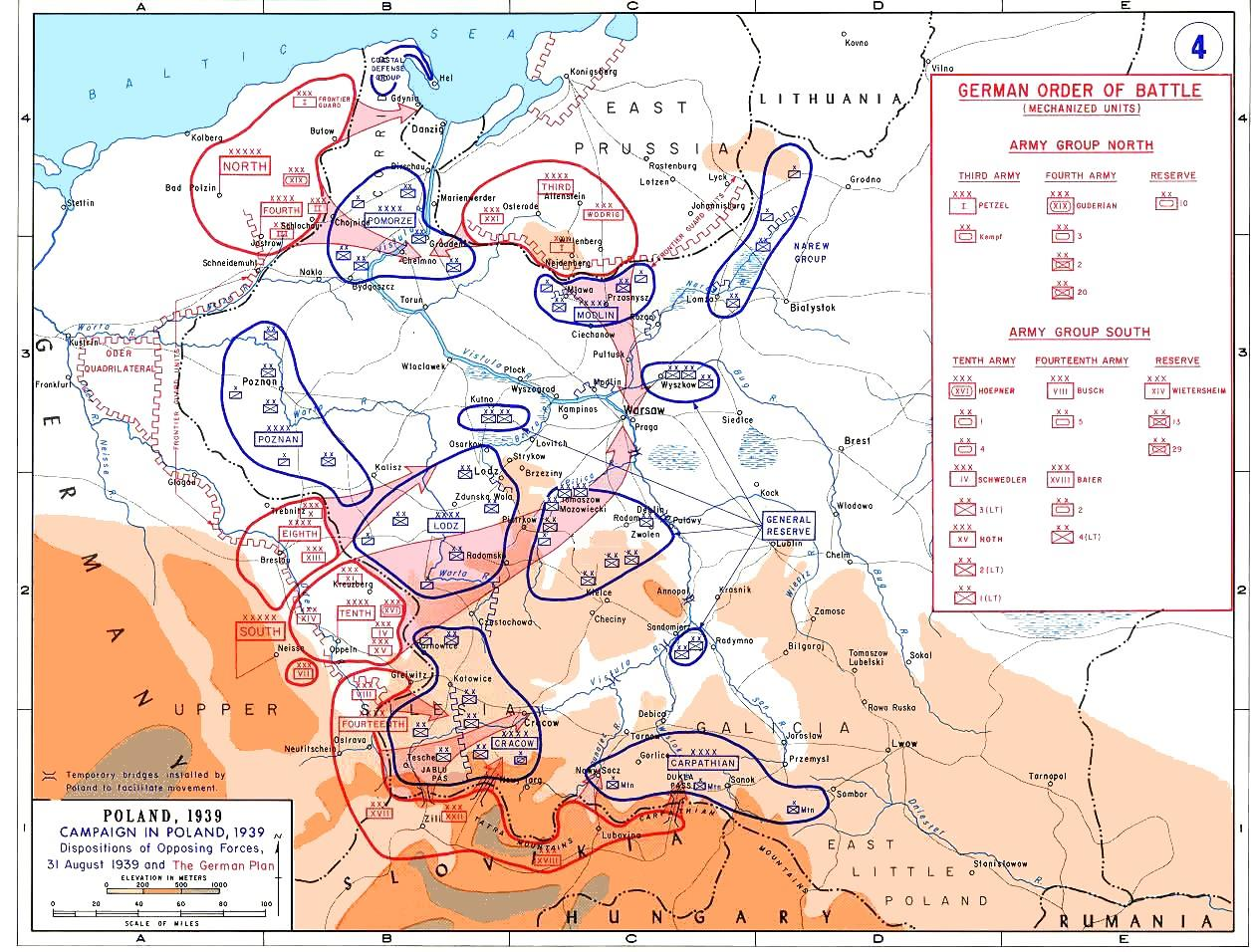
Розстановка польських та німецьких сил на момент початку Другої світової війни

Армія «Краків» (пол. Armia "Kraków") — армія Польщі, яка воювала проти німецьких військ під час Польської кампанії вермахту в 1939 році.
Створена 23 березня 1939 в ході прихованого мобілізаційного розгортання польських військ на основі мобілізаційного плану «W» від квітня 1938. Перший командувач: дивізійний генерал Антоній Шилінг.
Виходячи з припущення, що через важку для проходження місцевість німці не зможуть атакувати танками з півдня, тому армія «Краків» отримала завдання оборони району Ченстохова — Верхня Сілезія уздовж 160-км лінії Кшепіце — Бараняча Гура, а також 100-км ділянки південного кордону до стику із зоною оборони армії «Карпати». Сусідом з півночі була армія «Лодзь».